# Let There Be Love / Really And Sincerely
A Let There Be Love szám eredetileg az Idea lemezhez írt dal, megjelent a CD változat bónuszlemezén. 1968.  június 21-én rögzítették szalagra.

## Közreműködők
- Barry Gibb – ének, gitár
- Robin Gibb – ének
- Maurice Gibb – ének,  gitár, zongora, basszusgitár
- Vince Melouney – gitár
- Colin Petersen – dob
- stúdiózenekar Bill Shepherd vezényletével
- hangmérnök – Adrian Barber

## A lemez dalai
- Let There Be Love  (Barry, Robin és Maurice Gibb) (1968), mono 3:34, ének: Barry Gibb
- Really and Sincerely  (Barry, Robin és Maurice Gibb)  (1968), mono 3:28, ének: Robin Gibb